# Trétie Otdelénie
Trétie Otdelénie - Третье Отделение (rus) és un poble de l'óblast de Penza. Rússia. El 2010 tenia 10 habitants.